# Fredrik Engelke
Fredrik Engelke, född 14 september 1848 i Halmstad, död 7 juli 1906 i Nättraby församling, Blekinge län, var en svensk teckningslärare och sångboksutgivare. 

## Biografi
Engelke var son till tullförvaltaren Claes Engelke och äldre bror till Daniel Engelke. Efter sin konfirmationsläsning avsåg Fredrik Engelke att läsa till präst, men vacklande hälsa satte hinder för det. Enligt Oscar Lövgrens Sång och psalmlexikon läste han istället vid Konstakademien i Stockholm 1869–75 för att bli teckningslärare. Som sådan hade han sedan tjänst i Halmstad men på grund av tilltagande dövhet tog han tjänstledigt från mars 1900 och återgick sedan aldrig i lärararbetet.  Han och hans fru Maria drev från 1884 ett sjömanshem på Söder i Halmstad. Han avled på sin lantegendom, Emmahults gård, som han köpt för sonen Samuels räkning i Nättraby i Blekinge. Hans, fruns och sonens grav finns på Nättraby kyrkas kyrkogård.
Fredrik Engelke var verksam för söndagsskolans ändamål och skrev ett antal sånger och dikter med herrnhutiskt anslag med mycket "blod och sår". Sångerna gavs ut i en serie av sex sånghäften med titeln Lofsånger och Andeliga Wisor i nådene under åren 1871–75 (LAW I-VI). Häfte I 1871, II och III 1872, IV 1873, V 1874 och VI 1875.
Han hjälpte Hanna Ouchterlony att översätta de 44 sångerna till Frälsningsarméns första Frälsningsarméns sångbok 1882. Engelke anslöt sig till den nyevangeliska väckelsen och senare till Svenska Missionsförbundet. 
Fredrik Engelke var barnbarns barn till orientalisten  Carl Magnus Agrell.

## Psalmer och sånger
- Ack, hör vilka fröjder (LAW I:1871)
- Ack, lova Herren, min själ (LAW IV:1873)
- Att hafva Jesus är bäst ändå (LAW V:1874, SMF 1894 nr 238)
- Det är fullkomnat så sade Jesus (Nordöstra Smålands Missionsblad nr 8/1871, LAW II och III:1872)
- Det är så gott att om Jesus sjunga (SMF 1894 nr 238) Finns på Wikisource.
- Du arme pilgrim (LAW I:1871)
- Eho du är, som mänska heter (LAW V:1874)
- Faren väl, I vänner kära Finns på Wikisource.
- Frälsare, tag min hand (SMF 1894 nr 282) Finns på Wikisource.
- Förlossningsdag, du sälla dag (LAW I:1871)
- Gode Fader, samla åter (ev = Gode Herde, samla åter
- Gode herde, samla fåren (SMF 1920 nr 505)
- Hav tack, käre Jesus, för ordet (Nordöstra Smålands Missionsblad 1873, Lofsånger 1873, Herde-Rösten 1892 nr 276 (en textvariation), Sionstoner 1912 nr 109, SMF 1920 nr 547)
- Herre, se din lilla skara (SMF 1920 nr 544)
- Herre, tag du in mitt sinne (SMF 1920 nr 393)
- Himlarnas Konung, hvi bliver du slagen (LAW IV:1873)
- Hör hur sabbatsklockan ljuder (Sionstoner 1912 nr 38, SMF 1920 nr 200)
- Hör, syndare, ack, hör! (=Hör, syndare, ack hör, vem klappar på ditt hjärta) (SMF 1920 nr 216)
- I Guds stora vingård (SMF 1920 nr 554)
- I Jesu blod blott livet är allena (LAW V:1874)
- Jag slipper i främmande landet mer vara  (Nr 136 i Lovsånger och andeliga visor 1877, häfte 6/1875). Finns på Wikisource.
- Jag vet, att Jesus har mig kär Svensk söndagsskolsångbok 1908 nr 210 Finns på Wikisource.
- ”Jag vägen är” har Jesus sagt (Fälttågs-Sånger 1916-1917)
- Jag är ett fattigt nådehjon är en möjlig översättning eller bearbetning från en 1700-talstext. Publicerad i LAW I:1971 men också i andra sångsamlingar. Ibland med titeln Nådehjonets sång.
- Jesu Kristi ömma hjärta (LAW II och III:1872)
- Jesu lilla lamm jag är C. Ahnström och Engelke i Svensk söndagsskolsångbok 1908 nr 211
- Kom till Jesus idag (LAW V:1875)
- Liksom Moses i öknen upphöjde (LAW I:1871)
- Lilla fågel, som gungar uppå kvist (LAW IV:1873)
- Lov och pris ske dig, du som köpte mig (LAW II och III:1872)
- Lov vare Herren som för sin' får (LAW I:1871)
- Men ack, hur kort är ändock prövotiden (LAW II och III:1872)
- Min blodige Jesus, är detta för mig (LAW II och III:1872)
- Min vän är min, och jag är hans (Nr 74 i Lovsånger och andeliga visor 1877 och SMF 1894 nr 240,SMF 1920 nr 61) Finns på Wikisource.
- Nu tack och lov, ett nådigt år (LAW I:1871)
- O du som bär på syndens börda (LAW II och III:1872)
- Om jag förgäter Jesus (LAW II och III:1872)
- Om någon efterfråga vill (Nr 57 i Lovsånger och andeliga visor 1877 SMF 1920 nr 258 Om någon mig åtspörja vill = Erik Pontoppidans text översatt till svenska av Fr. Engelke. Segertoner 1930 nr 113)
- O tänk en gång, när himlens klockor ljuda (LAW V:1875)
- O vad salighet stor uti himmelens kor
- Salig för intet, frälst utav nåd (Nr 126 i Lovsånger och andeliga visor 1877 Finns på Wikisource.
- Se blodet och de dyra såren (LAW II och III:1872)
- Sjung en liten sång, det kan mången gång Finns på Wikisource.
- Så syndig, usel som jag är (LAW II och III:1872)
- Tacken konungarnas Konung (SMF 1920 nr 11) Finns på Wikisource.
- Till frälsningens saliga brunnar vi går Finns på Wikisource.
- Tänk, när en gång vi komma hem (SMF 1920 nr 461, Segertoner 1930 nr 361)
- Vad gagnar det att vinna hela världen (LAW V:1875)
- Vad har min Gud i dag att ge
- Vad heter skeppet (LAW V:1874) Finns på Wikisource.
- Vad Jesus gjort, jag visst ej kan förtälja (SMF 1894 nr 235)
- Vad är det för sår på din' händer (LAW II och III:1872)
- Vem är det som blodig från Bosra går fram (LAW I:1871)
- Vi ha en Gud, vars hulda fadershjärta
- Vi äro köpta och återlösta (LAW II och III:1872)
- Vid det hjärtat får jag vila (LAW V:1874)
- Vår är nu segern, ty Jesus (LAW VI:1875)

Av ovan psalmer är följande skrivna efter Engelkes herrnhutiska period:
- Gode Herde, samla åter
- Herre, se din lilla skara
- Herre, tag du in mitt sinne
- Sjung en liten sång, det kan mången gång
- Tacken konungarnas Konung
- Tänk, när en gång vi komma hem

## Översatta texter
- O, säg ett ord om Jesus av Fanny Crosby